# Australian Ice Hockey League 2015
Die Saison 2015 war die 15. Spielzeit der Australian Ice Hockey League, der höchsten australischen Eishockeyspielklasse. Meister wurden zum insgesamt fünften Mal in der Vereinsgeschichte die Newcastle North Stars. Die H. Newman Reid Trophy für den Sieger der regulären Saison ging ebenfalls an die Newcastle North Stars.

## Modus
In der Regulären Saison absolvierte jede der acht Mannschaften insgesamt 28 Spiele. Die vier bestplatzierten Mannschaften qualifizierten sich für die Playoffs, in denen der Meister ausgespielt wurde. Für einen Sieg nach regulärer Spielzeit erhielt jede Mannschaft drei Punkte, für einen Sieg nach Overtime zwei Punkte, für eine Niederlage nach Overtime einen Punkt und für eine Niederlage nach der regulären Spielzeit null Punkte.

## Reguläre Saison

### Tabelle
|    | Klub                  | Sp | S  | OTS | OTN | N  | Tore    | Punkte |
| -- | --------------------- | -- | -- | --- | --- | -- | ------- | ------ |
| 1. | Newcastle North Stars | 28 | 19 | 1   | 4   | 4  | 152:083 | 63     |
| 2. | Melbourne Ice         | 28 | 15 | 5   | 1   | 7  | 121:084 | 56     |
| 3. | Perth Thunder         | 28 | 14 | 1   | 4   | 9  | 103:093 | 48     |
| 4. | CBR Brave             | 28 | 13 | 3   | 2   | 10 | 119:101 | 47     |
| 5. | Adelaide Adrenaline   | 28 | 11 | 3   | 3   | 11 | 109:111 | 42     |
| 6. | Melbourne Mustangs    | 28 | 11 | 3   | 2   | 12 | 139:105 | 41     |
| 7. | Sydney Bears          | 28 | 11 | 1   | 2   | 14 | 110:110 | 37     |
| 8. | Sydney Ice Dogs       | 28 | 0  | 1   | 1   | 26 | 39:209  | 01)    |

Sp = Spiele, S = Siege, U = Unentschieden, N = Niederlagen, OTS = Overtime-Siege, OTN = Overtime-Niederlage, SOS = Penalty-Siege, SON = Penalty-Niederlage

1) Den Sydney Ice Dogs wurden drei Punkte abgezogen, da sie im Spiel gegen Perth Thunder am 26. Juli 2015 nicht spielberechtigte Spieler eingesetzt haben.

## Playoffs

### Halbfinale
- Newcastle North Stars – CBR Brave 4:3
- Melbourne Ice – Perth Thunder 1:0

### Finale
- Newcastle North Stars – Melbourne Ice 3:2 n. V.